# Idaea diphyes
Idaea diphyes là một loài bướm đêm trong họ Geometridae.